# Dolores Márquez Romero
Dolores Márquez Romero de Onoro (F.M.D.) (Sevilla, 23 de diciembre de 1817-ibídem, 31 de julio de 1904) religiosa española, fundadora de la Congregación de Religiosas Filipenses Hijas de María Dolorosa. La Santa Sede, por Decreto de 28 de abril de 2006, la declaró Venerable siendo papa Benedicto XVI.

## Biografía

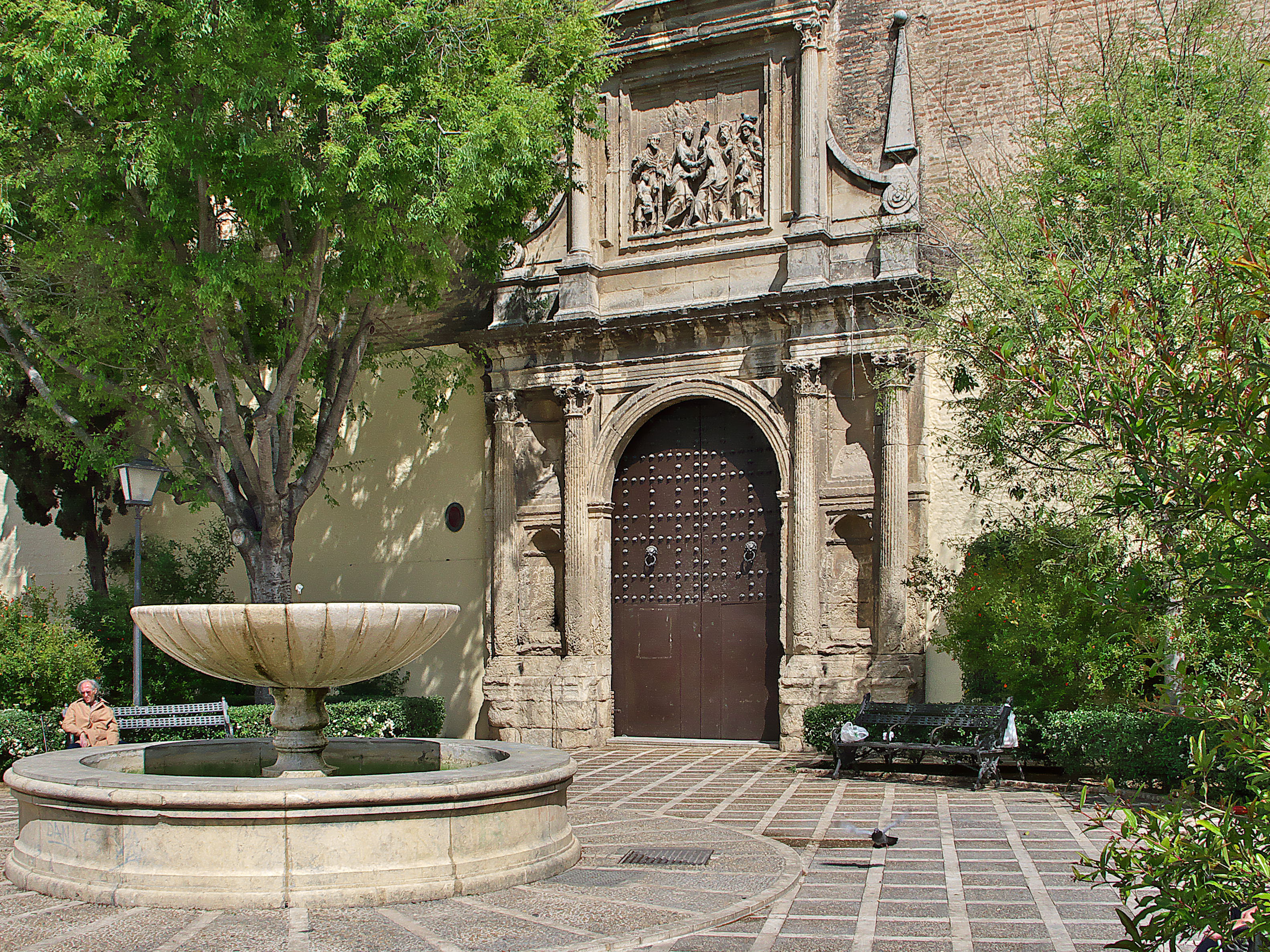
Portada del convento donde se fundó la Congregación.

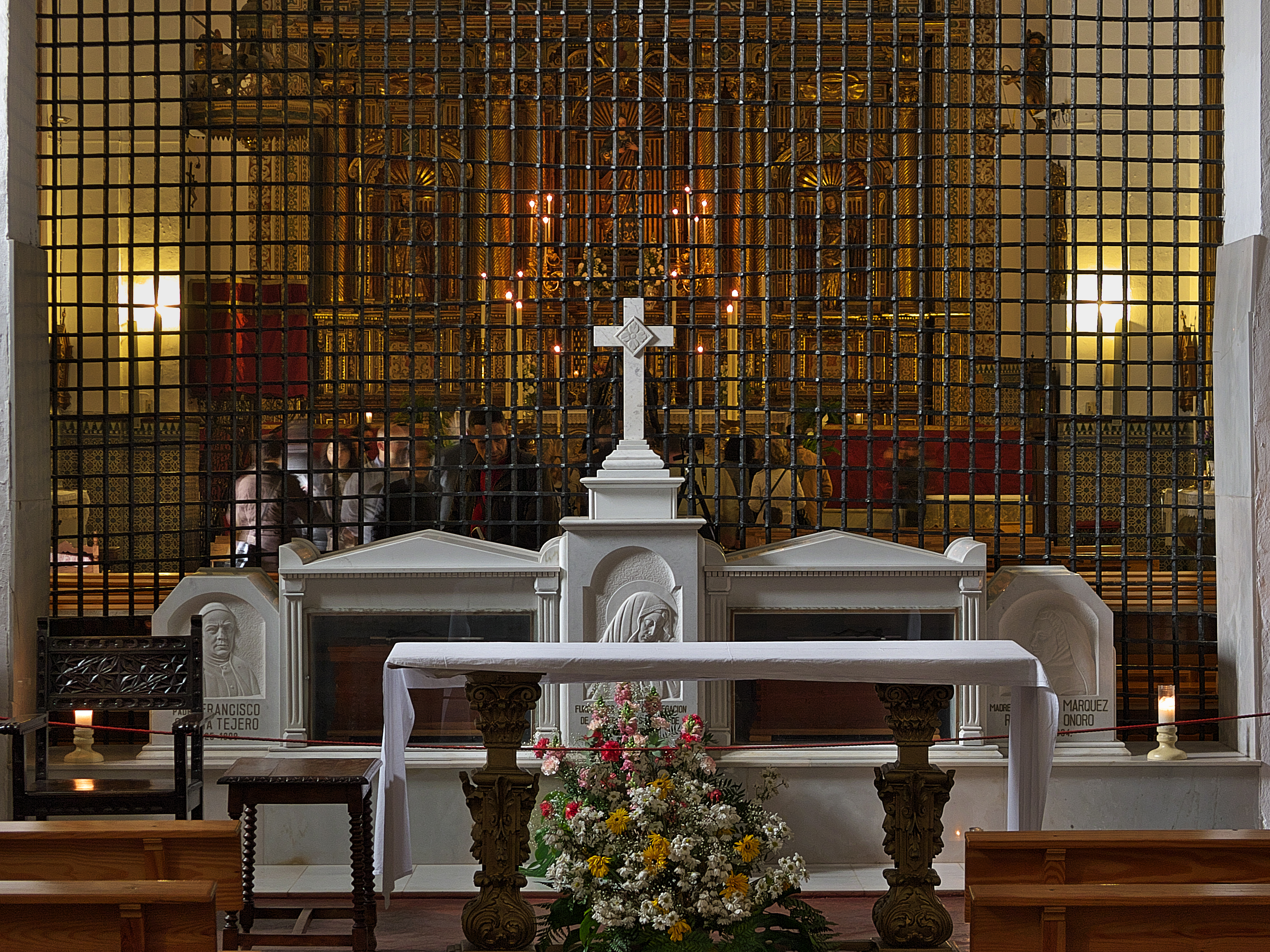
Sepulcro en el coro del Convento de Santa Isabel (Sevilla)

Hija de Alonso Márquez y Catalina Romero de Onoro; a la edad de diez años pierde a su madre y queda encargada de la casa y del cuido del padre hasta 1845 que fallece. Se traslada con su hermana a Constantina, (Sevilla) a la casa de sus tíos maternos. De joven deseó ser monja carmelita e ingresar en el Convento de Carmelitas de Sevilla, y en septiembre de 1859 se presentó en el mismo, pero el P. Francisco García Tejero le propuso el ayudar a una prostituta, y durante dos meses acudió a la Casa de las arrepentidas sita en el barrio de Santa Cruz de Sevilla. En 1860 decide fundar una congregación de religiosas, previa consulta a P. Tejero, que la anima a ello, y le ayuda la M. Rosario Muñoz Ortiz.

## Fundaciones
La fundación de la Congregación de Religiosas Filipenses Hijas de María Dolorosa estuvo en distintos edificios, como el  exconvento mercedario descalzo del Señor San José (1866-1869), antes de instalarse definitivamente en el antiguo convento de Santa Isabel, que después de la desamortización de Mendizábal pasó a ser cárcel de mujeres y más tarde Casa de las arrepentidas. En 1865 el arzobispo de Sevilla Manuel Joaquín Tarancón y Morón aprobó las constituciones de la nueva Congregación. Al año siguiente Dolores viajó a Madrid para el registro civil de las constituciones, pero allí le cogió la revolución de septiembre de 1868 y la retuvo hasta octubre que regresó de nuevo a Sevilla. 
A los pocos años abren un colegio para niñas y la fundación se extiende entre 1874 y 1884 a otras ciudades de andaluzas: Antequera, Jerez de la Frontera, Córdoba, Málaga. En 1886 salió elegida superiora general la M. Salud Rubio y Sedor, quedando Dolores apartada del gobierno de la Congregación pasa a residir a Málaga, donde estaba de superiora la M. Amalia Lobato. Las monjas atraviesan ciertas dificultades y la superiora de Málaga envía a Dolores a Madrid en un estado deplorable para pedir limosna para la casa de Sevilla. En 1892 es llamada a Cádiz para la fundación de una Casa de arrepentidas y cuatro años más tarde sale elegida superiora de Málaga para salvar la mala situación en que se encontraba el convento.
El Papa León XIII aprueba la Congregación en 1897 y se trasladó a Sevilla para jurar sus votos perpetuos junto a otras 33 hermanas el 24 de septiembre, día de la Merced. Ya en 1900 su deteriorada salud le hace volver de nuevo a Sevilla, donde queda apartada y retirada en una celda no muy bien acondiciona, y en una de las visitas del Arzobispo de Sevilla, Marcelo Spinola quien formuló sus quejas a la superiora para el traslado a otra celda mejor. El 31 de julio de 1904 murió en su celda del convento fundado por ella en Sevilla.

## Proceso de Beatificación
No fue hasta 75 años después de su muerte cuando se pide el Nihil obstat para abrir la Causa de beatificación y canonización. Así el 4 de enero de 1980 el cardenal, arzobispo de Sevilla José María Bueno Monreal designó la comisión técnica para iniciar el proceso, la comisión se formó con la M. María de Fátima Valseca, D. José María Javierre Ortas y el presbítero Carlos Ros Carballar. El Nihil obstat fue aprobado el 12 de julio de 1982 y en septiembre de ese año fue Carlos Amigo Vallejo el que presidió la apertura del proceso tras haberse promulgado el edicto.